# Ana Carla (futebolista)
Ana Carla de Oliveira Barboza, ou simplesmente Ana Carla (Vitória, 25 de junho de 1994) é uma futebolista brasileira que atua como meia. Atualmente está sem clube.

## Carreira
Apesar de ter apenas 1,64 m, Ana Carla jogou basquetebol amador em equipes do Espírito Santo e São Paulo durante 6 anos, porém seu desejo era jogar futebol.

### Clubes
Nascida em Vitória, Espírito, Ana Carla começou a carreira no Castelo em 2013.[carece de fontes?]
Em 2014 jogou pelo Comercial-ES.[carece de fontes?]

### Flamengo
Em 2015, foi contratada pelo Flamengo, foi campeã do Brasileirão 2016 e hexa campeã carioca em 2015, 2016, 2017, 2018, 2019 e 2021.

### Santos
Ana Carla foi contratada pelo Santos em 2022.
Em janeiro de 2024, renovou seu contrato com o clube. Ao final do ano, anunciou sua saída do clube, onde disputou 66 partidas, marcou 10 gols e conquistou o título da Copa Paulista.

## Títulos
Flamengo
- Campeonato Brasileiro: 2016[carece de fontes?]
- Campeonato Carioca: 2015, 2016, 2017, 2018, 2019 e 2021[carece de fontes?]

Santos
- Copa Paulista: 2024[carece de fontes?]